# Maikaze (contratorpedeiro)
O Maikaze (舞風) foi um navio contratorpedeiro operado pela Marinha Imperial Japonesa e a décima oitava embarcação da Classe Kagerō. Sua construção começou em abril de 1940 nos estaleiros da Fujinagata e foi lançado ao mar em março de 1941, sendo comissionado na frota japonesa em julho do mesmo ano. Era armado com uma bateria principal de seis canhões de 127 milímetros e oito tubos de torpedo de 610 milímetros, tinha um deslocamento carregado de 2,5 mil toneladas e conseguia alcançar uma velocidade máxima de 35 nós (65 quilômetros por hora).
O Maikaze teve uma carreira ativa na Segunda Guerra Mundial. Ele apoiou a invasão das Filipinas no final de 1941 e das Índias Ocidentais Holandesas em janeiro de 1942, em seguida participando da escolta de diferentes forças pelo Mar de Java e Oceano Índico. O navio lutou na Batalha de Midway em junho e resgatou sobreviventes do porta-aviões Kaga. Depois disso envolveu-se em operações na Campanha de Guadalcanal até o final do ano. Durante 1943 e 1944 operou entre diversas bases navais até ser afundado na Operação Granizo por navios norte-americanos.